# 熊門拳
熊門拳，湖北拳術，為中國武術流派之一。

## 源流
清朝嘉庆年间，湖北京山县人熊开元所創，熊開元先習嚴門拳，又至山東拜澄慧禅师习太乙门拳法，严家之女严禧嫁与熊德安，传其严门拳。熊德安让严门有所变异而成为新拳种。从此人们把熊德安的“严门唐手”称为“熊门唐手”，俗称熊门拳。

## 介紹
熊门拳是“拳打四方”、“拳打蜗牛之地”，打拳时手臂是弯曲的，在接近对方时力量爆发，讲究寸劲。近靠短打，勇猛刚劲是熊门拳的主要风格。讲究盘膝、悬档、滚肩，注重一拳、二脚、三金、四平、五起、六合、七雄、八紧、九玄、十落。行拳动作快速，以掌法为主，擒拿见长。步法有雀步、点步、踮步。

## 套路
徒手套路总堂十路拳，六合金刚手，器械套路有器械：九节鞭、斧（单斧、双斧）、刀（单刀、双刀）、戟（单戟、双戟）、剑（单剑、双剑）、棒（二节棒、三节棒、连接棒）、杆子、枪、锤、棍（二节棍、三节棍、连枷棍）、双钩、双锏、月钽铲等。

## 來源
1. 1 2 3  .   [2022-12-29]. （原始内容存档于2022-12-29）.